# Умеренная коалиционная партия
Умеренная коалиционная партия (швед. Moderata samlingspartiet), часто просто Умеренные (швед. Moderaterna) — консервативная партия в Швеции. Основана в 1904 году, в 1904—1938 называлась «Всеобщий союз избирателей» (швед. Allmänna valmansförbundet), в 1938—1952 — «Национальная организация правых сил» (швед. Högerns riksorganisation), в 1952—1968 — «Правая партия» (швед. Högerpartiet), с 1968 года носит современное название. Выступает за свободный рынок, приватизацию. Поддерживает членство Швеции в Европейском союзе и в НАТО.
Перед парламентскими выборами 2006 года партия сформировала коалицию «Альянс за Швецию» с Партией Центра, Либералами и Христианскими демократами. После выборов они смогли сформировать коалиционное правительство большинства. На выборах в Риксдаг 17 сентября 2006 года Умеренная коалиционная партия набрала 26,2 % (1 456 014) голосов и получила 97 мест из 349, заняв 2-е место. Председатель партии Фредрик Райнфельдт возглавил правительство.
На парламентских выборах 2010 года партия набрала 1 729 010 (30 %) голосов и получила 107 депутатских мандатов.
На парламентских выборах 2014 года партия набрала 23,3 % голосов и получила 84 депутатских мандата.

## Идеология
УКП выступает за свободную рыночную экономику, приватизацию, снижение налогов, поддерживает однополые браки и права ЛГБТ. В то же время, уделяет большое внимание борьбе с преступностью, предлагая ужесточить наказание за некоторые преступления, увеличить количество полицейских, ввести национальный запрет на попрошайничество. Поддерживает частичное ужесточение иммиграционной политики.
С середины 1980-х по конец 1990-х лидером УКП являлся Карл Бильдт, при котором заложились основы современной партийной доктрины. В период руководства Фредрика Райнфельдта (2003—2015) партия сдвинулась в сторону политического центра, а также приняла более прагматичные взгляды. УКП отказалась от некоторых своих старых предложений таких, как введение пропорционального налогообложения и увеличения расходов на оборону. Летом 2014 года Райнфельдт призвал жителей Швеции «открыть свои сердца мигрантам».
10 января 2015 года лидером партии была избрана Анна Кинберг Батра. Под её руководством партийная идеология сдвинулась вправо, в частности, УКП пересмотрела свои прежде либеральные взгляды на иммиграцию. В период миграционного кризиса партия выступала за введение пограничного контроля, ужесточение правил для воссоединения с семьёй и сокращение социальных выплат беженцам.
В своей речи на Альмедаленской неделе в 2016 году Анна Кинберг Батра
заявила, что иммигрантам следует изучать шведский язык и становиться частью шведского общества.
По результатам европейских выборов 2019 среди представителей УКП в Европарламент была избрана Арба Кокалари — политическая деятельница албанского происхождения, ранее внешнеполитический консультант Карла Бильдта, международной секретарь молодёжной организации УКП и руководитель партийного фонда международных проектов. Представительница шведской партии стала первым евродепутатом албанской национальности.

## Организационная структура
Партия состоит из федераций (förbund), федерации из секций (partiförening). Высший орган — конференция (partistamma), между конференциями — совет (partiråd), между советами — правление  (partistyrelse), состоящее из председателя партии (partiordföranden), заместителей председателя партии, секретаря партии (partisekreteraren), казначея партии (partikassör) и членов правления.
Федерации
Федерации соответствуют ленам. Высший орган федерации — федеральная конференция (förbundsstämma), между федеральными конференциями — федеральный совет (förbundsråd), между федеральными советами — федеральное правление (förbundsstyrelse), состоящее из председателя федерального правления (förbundsordföranden), заместителей председателя федерального правления и членов федерального правления.
Секции
Секции соответствуют коммунам. В случае если в коммуне действует несколько секций то они образуют район. Высший орган секции — общее собрание секции (föreningsårsmöte), между общими собраниями секции — правление секции (föreningsstyrelse), состоящее из председателя секции (föreningsordförande) и членов правления секции.
Смежные организации
Смежные организации:
- Умеренный союз молодёжи (Moderata Ungdomsförbundets)
- Умеренные женщины (Moderatkvinnorna)
- Умеренные студенты (Moderata Studenter)
- «Открытые умеренные» (Öppna Moderater) — ЛГБТ организация
- Пенсионеры умеренной партии (Moderata samlingspartiets seniorer)

Союз умеренной молодёжи
Молодёжная организация — Союз умеренной молодёжи, состоит из округов (distrikt), округа из секций (föreningen), высший орган союза — конференция (förbundsstämma), между конференциями союза — правление (förbundsstyrelsen), состоящее из председателя союза (förbundsordförande) и членов правления.
Округа Умеренного союза молодёжи
Округа соответствуют ленам. Крупные округа делятся на секции. Высший орган округа — окружное общее собрание (distriktsstämma), между окружными общими собраниями — окружное правление (distriktsstyrelsen), состоящее из председателя окружного правления (distriktordförande) и членов окружного правления.
Умеренные студенты
Студенческая организация — Умеренные студенты, состоит из округов. Высший орган Умеренных студентов — национальная конференция (rikskonferensen), между национальными конференциями — национальный комитет (rikskommitté), между национальными комитетами — национальное правление (riksstyrelse), состоящее из председателя (Riksordförande), заместителей председателя (Vice Riksordförande) и членов.